# Catenulida
Catenulida, katenulidy – bazalna grupa płazińców klasyfikowana w zależności od systemu jako podtyp, gromada lub rząd. Liczy około 120 opisanych gatunków mikroskopijnych zwierząt, z czego 14 występuje w morzu, a reszta w wodach słodkich.

## Systematyka
W obrębie grupy wyróżnia się pięć rodzin:
- Catenulidae Graff, 1905
- Paracatenulidae Van Steenkiste & Leander, 2023[3]
- Chordariidae Marcus, 1945
- Retronectidae Sterrer & Rieger, 1974
- Stenostomidae Vejdovsky, 1880
- Tyrrheniellidae Riedl, 1959

## Budowa

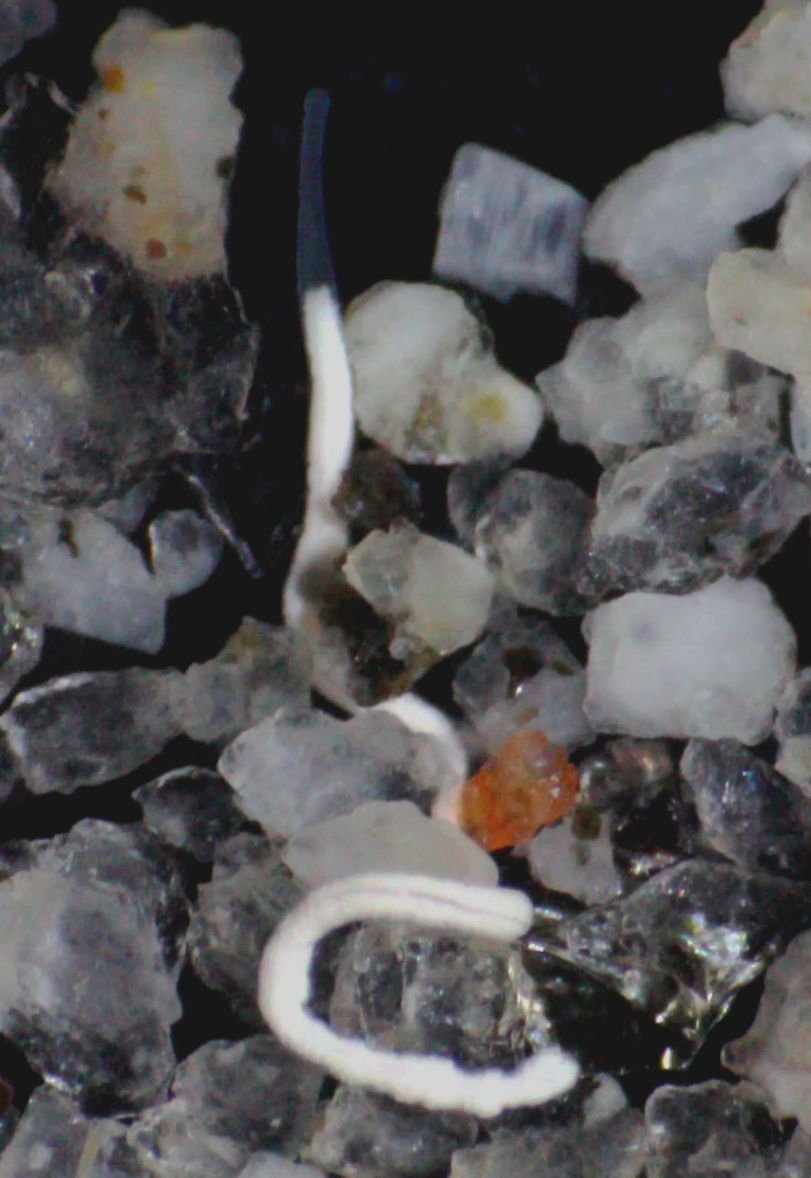
Przedstawiciel rodzaju Paracatenula (Catenulida: Retronectidae) między ziarnami piasku. Widoczne przezroczyste rostrum i tułów wypełniony białym trofosomem.

Robakowate zwierzęta o długości do kilkunastu milimetrów, pokryte urzęsionym nabłonkiem, w którym nie występują rabdity. Otwór gębowy położony subterminalnie po brzusznej stronie ciała, wyznacza granice pomiędzy położonym z przodu rostrum a tułowiem i prowadzi do gardzieli, która następnie przechodzi w pozbawione odbytu jelito. Układ nerwowy składa się z mózgu, dwóch głównych podłużnych pni nerwowych położonych lateralnie, krótkich nerwów prowadzących z mózgu do gardzieli i przodu ciała oraz subepitelialnej rozproszonej sieci nerwowej. Mózg położony jest w rostrum i można w nim wyróżnić położony centralnie neuropil oraz otaczające go perikarya. Pnie nerwowe typu medularnego. U przedstawicieli rodzin Catenulidae, Retronectidae i Paracatenulidae obecna jest w mózgu statocysta, natomiast przedstawiciele rodziny Stenostomidae posiadają wyspecjalizowane dołki czuciowe, które prawdopodobnie są homologiczne oczom pozostałych płazińców.

## Ekologia
Słodkowodne i morskie zwierzęta interstycjalne, często występują w środowiskach ubogich w tlen. Odżywiają się bakteriami, jednokomórkowymi eukariontami a nawet mogą polować na drobne bezkręgowce. Jeden rodzaj, Paracatenula, posiada jelito przekształcone w trofosom, w którym występują symbiotyczne siarkowe alfaproteobakterie z rzędu Rhodospirillales. Jako jedne z nielicznych zwierząt, obok niektórych szczękogębych, wykazują zdolność do pływania do tyłu przy pomocy odwróconych ruchów rzęsek. Niektóre gatunki występują w łańcuchach połączonych zooidów.

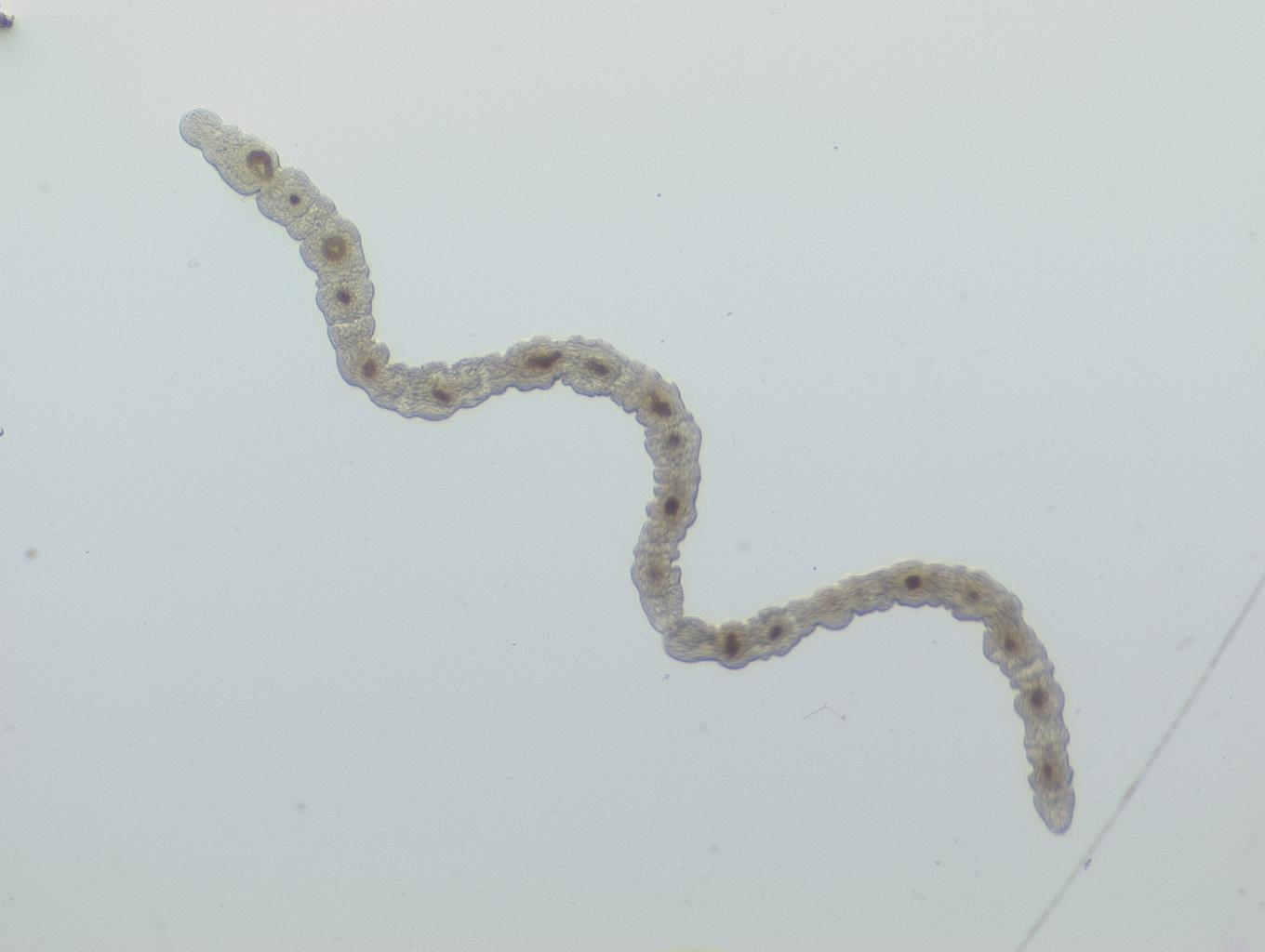
Łańcuch zooidów wirka z gatunku Catenula lemnae (Catenulida: Catenulidae).

## Rozmnażanie i rozwój
Obojnacze, posiadają niesparowane gonady. Męski gonopor otwiera się po grzbietowe stronie ciała, żeński układ płciowy skrajnie uproszczony. Jaja entolecytalne (zawierają materiał zapasowy w postaci żółtka) przechodzą bruzdkowanie spiralne. Większość gatunków charakteryzuje się rozwojem prostym, jednak u gatunku Rhynchoscolex simplex występuje tzw. larwa Luthera.
Catenulida są również zdolne do rozmnażania bezpłciowego na drodze paratomii, w wyniku którego niektóre gatunki formują łańcuchy połączonych, identycznych genetycznie zooidów.

## Pokrewieństwa w obrębie zwierząt
Catenulida stanowią najbardziej bazalną linię w obrębie płazińców. Oddzieliły się od reszty przedstawicieli tego typu (łączonych w grupę Rhabditophora) jeszcze przed pojawieniem się rabditów. Prawdopodobnie prezentują wiele plezjomorficznych cech, takich jak lateralne pnie nerwowe, obecność statocysty, czy bruzdkowanie spiralne.

## Etymologia
Od łacińskiego słowa catenula oznaczającego łańcuszek. Nazwa odnosi się do występowania form budujących łańcuchy zooidów.